# Żłobista Kopa

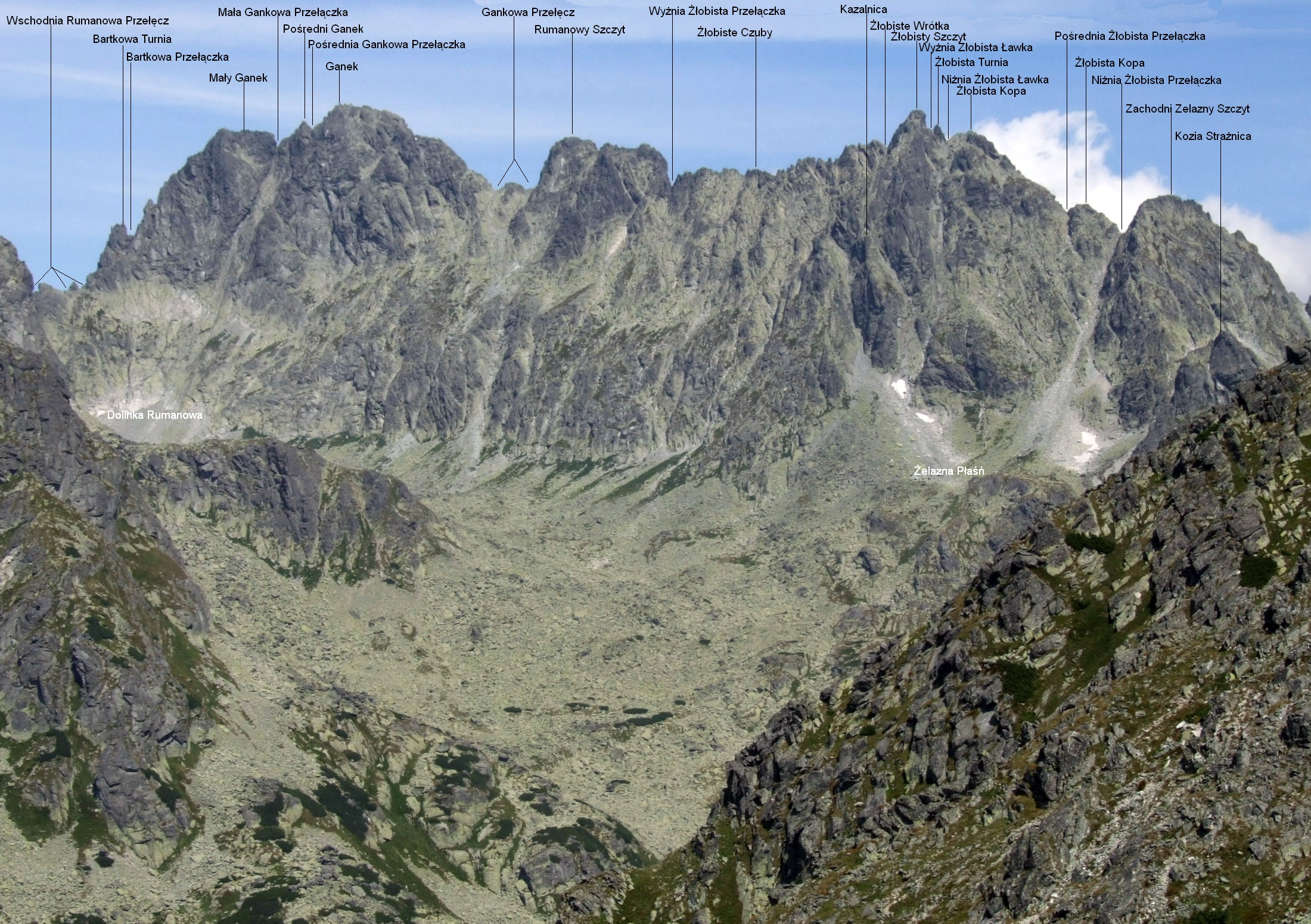
Widok z podejścia na Przełęcz pod Osterwą

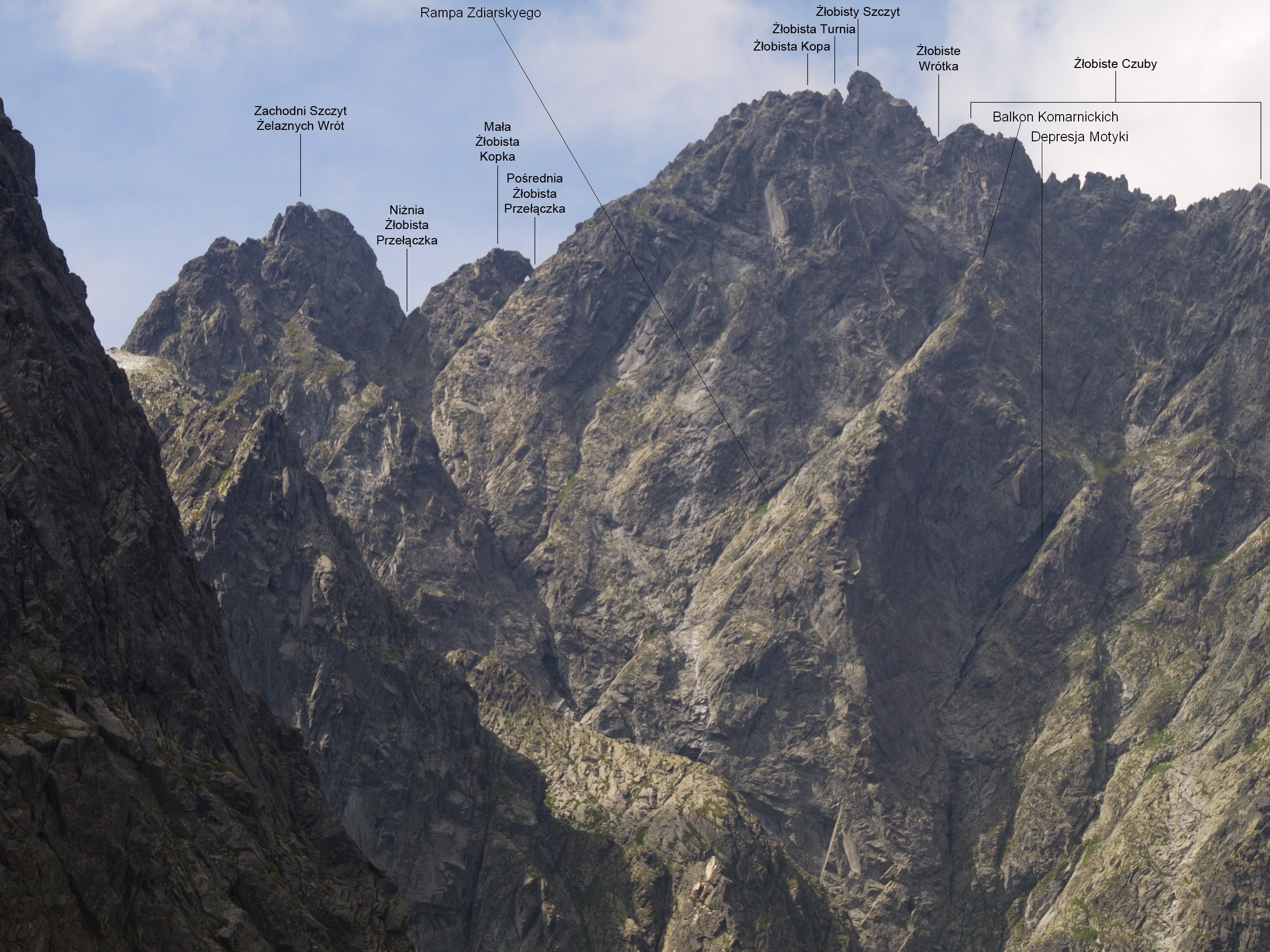
Widok z Doliny Litworowej

Żłobista Kopa (słow. Zlobná kopa, 2413 m, ok. 2415 m) – wzniesienie w masywie Żłobistego Szczytu w słowackich Tatrach Wysokich. Znajduje się w głównej grani Tatr pomiędzy Żłobistą Turnią, oddzielone od niego Niżnią Żłobistą Ławką (ok. 2400 m) a Żłobistą Kopką, oddzielone od niego Pośrednią Żłobistą Przełączką (ok. 2355 m). Po Rumanowym Szczycie jest to najwybitniejsze wzniesienie tego masywu. Na południową stronę, na Żelazną Płaśń, opada z niego częściowo ściana, częściowo urwisko o wysokości około 250 m. Ku północnemu zachodowi do Kaczego Żlebu opada ściana o deniwelacji około 400 m. Ukośnie przecina ją długa Rampa Ždiarskyego. Najwyższa część tej ściany jest całkowicie pionowa.
Nazwa Żłobista Kopa jest adekwatna do topografii wzniesienia, nazywanie go turnią byłoby przesadą. Wejście płytowo-trawiastą granią z Pośredniej Żłobistej Przełączki na szczyt Żłobistej Kopy, a następnie zejście do Niżniej Żłobistej Ławki (droga nr 1) jest łatwe: 0+ w skali tatrzańskiej. Przejścia ścianami są znacznie trudniejsze.
Drogi wspinaczkowe:
1. Południowo-wschodnią granią z Niżnej Żłobistej Przełączki na Żłobisty Szczyt; I, miejsce II w skali tatrzańskiej, czas przejścia 1 godz.[3]
2. Konečne (północno-wschodnią ścianą Żłobistej Kopy); V, A0, odcinek A1, czas przejścia 24 godz.
3. Południowo-zachodnim żebrem Żłobistej Kopy; I, miejsce II, 45 min
4. Lewą częścią ściany na Żłobistą Kopę; VI, 7 godz.[3]